# Lovre (zadarski graditelj)
Lovre (Zadar, 13. stoljeće), hrvatski graditelj.
Bio je zadarski protomajstor s početka 13. stoljeća. Pretpostavlja se da je sudjelovao pri izgradnji zadarskih romaničkih objekata. 
Utemeljitelj je ugledne zadarske graditeljske obitelji koju su činili njegovi sinovi: Anđeo, Juraj, Nikola i Petar.